# Hungerfordia pelewensis
Hungerfordia pelewensis es una especie de molusco gasterópodo terrestre de la familia Diplommatinidae en el orden de los Mesogastropoda.

## Distribución geográfica
Es endémica de Palaos. 